# Kám
Kám là một thị trấn thuộc hạt Vas, Hungary. Thị trấn này có diện tích 15,3 km², dân số năm 2010 là 433 người, mật độ 28 người/km².